# Natalie West
Natalie Marla West-Barton (* 23. Januar 1956 in Grand Forks, Nord-Dakota) ist eine US-amerikanische Schauspielerin. Bekannt wurde sie durch ihre Auftritte in der Fernsehserie Roseanne (1988–1997), in der sie Crystal Anderson Conner, Roseannes beste Freundin und spätere Stiefmutter von Dan Conner (John Goodman), spielte.
Filme mit Natalie West sind unter anderem Life Sentence (2004) und The Poker House (2008).

## Filmografie
- 1988–1995: Roseanne, Serie (Teilnahme in 84 Episoden)
- 1989: Do You Know the Muffin Man? (Fernsehfilm)
- 1993: Darkness Before Dawn (Fernsehfilm)
- 1995: Durchgeknallt und auf der Flucht (Bushwhacked)
- 2004: Life Sentence (Fernsehfilm)
- 2008: The Poker House
- 2012: Nate & Margaret
- 2018, 2024: Die Conners Serie (Teilnahme in 3 Episoden)